# Ruiterstandbeeld van Karel XIV Johan

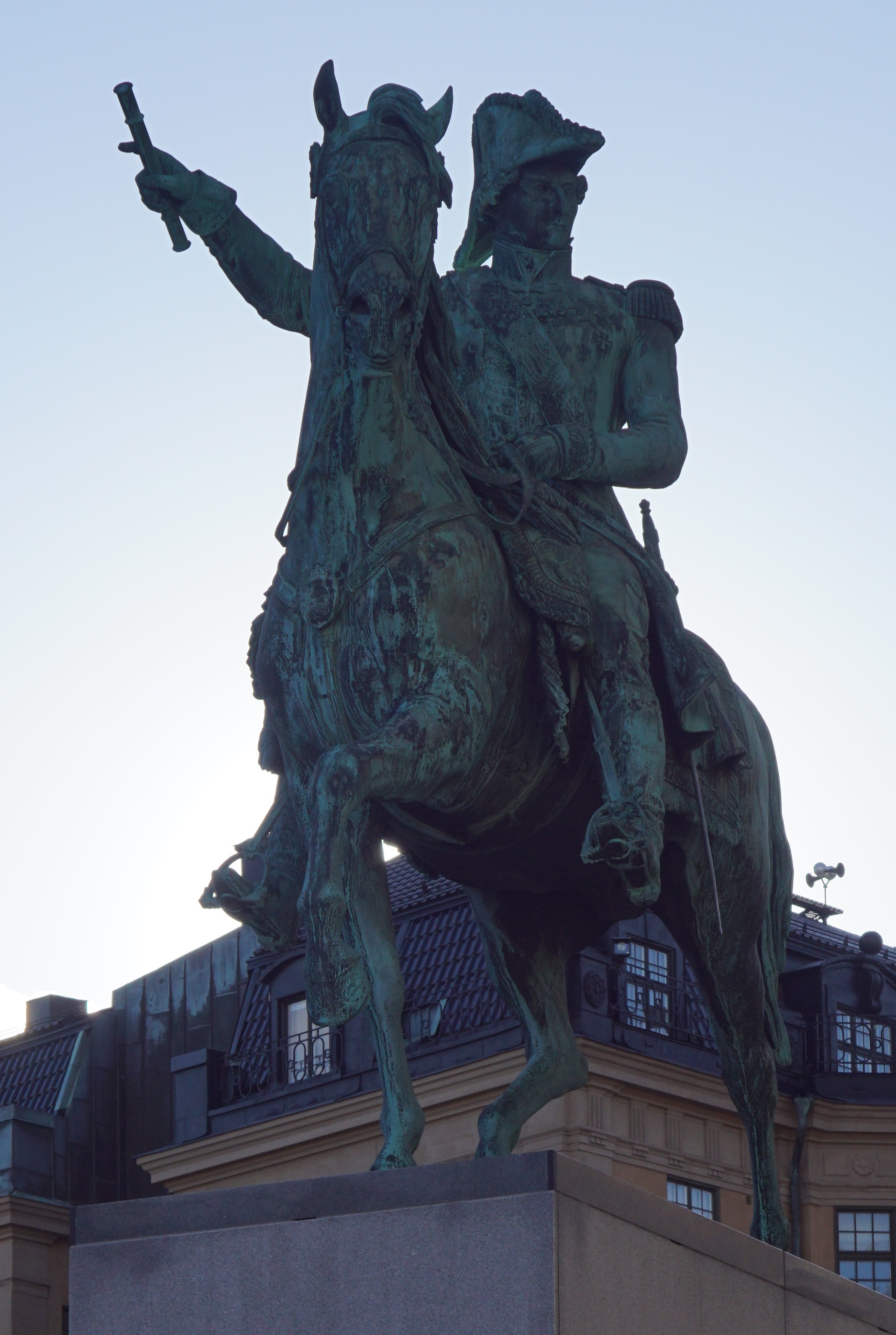
Het ruiterstandbeeld van Karel XIV Johan van Zweden uit 1854

Het bronzen ruiterstandbeeld van Karel XIV Johan is een sculptuur voorstellende Karel XIV Johan van Zweden (1763-1844) gezeten te paard, gemaakt door Bengt Erland Fogelberg in de periode 1847-1854. Het beeld staat sinds 2018 aan de Slottsbacken voor het koninklijk paleis in Gamla Stan, Stockholm (Zweden).

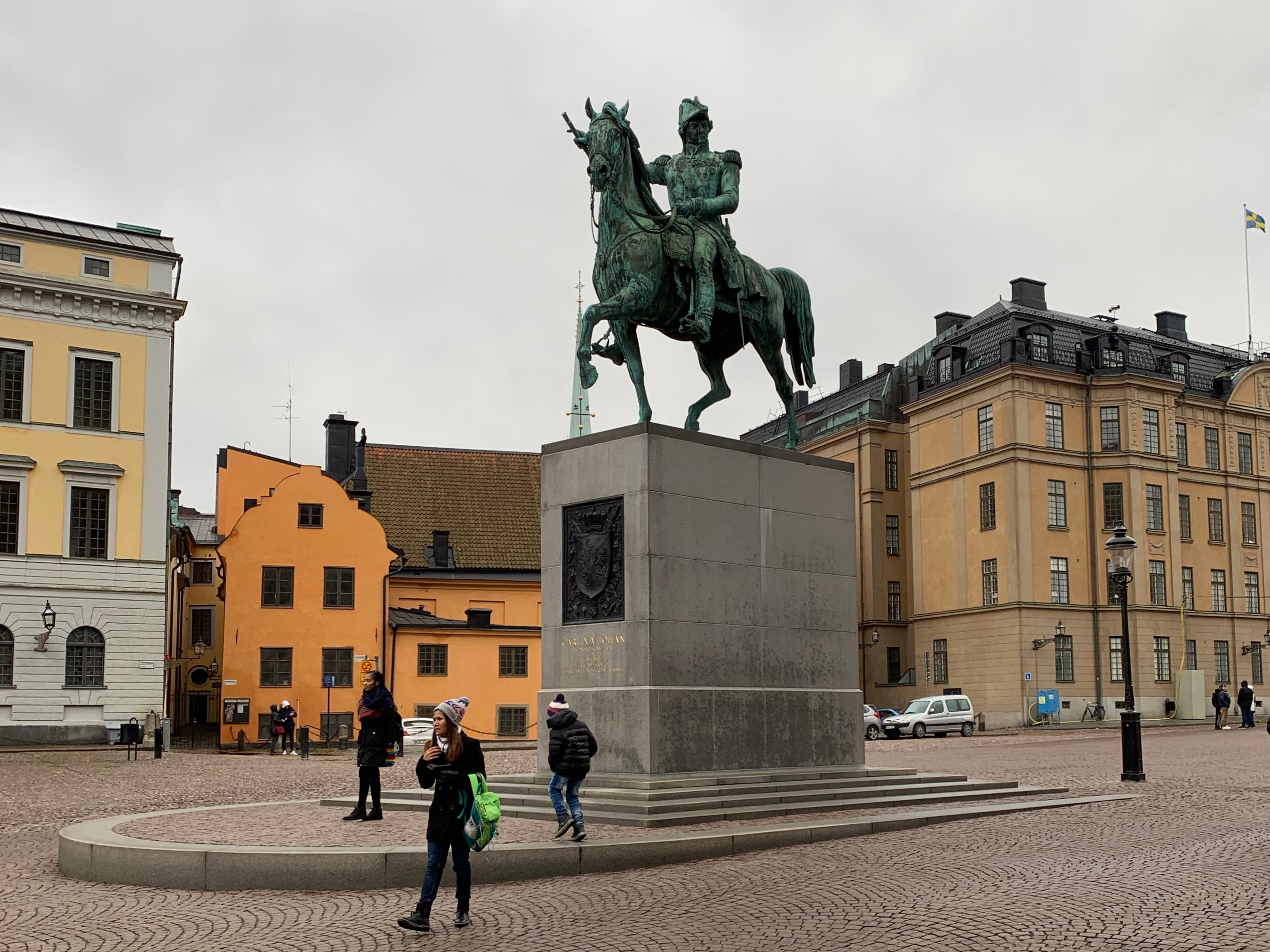
Het ruiterstandbeeld op Slottsbacken in 2020

## Geschiedenis
In november 1844 besloot Oscar I van Zweden voor zijn vader Karel XIV Johan een ruiterstandbeeld op te richten. Hij gaf de opdracht voor het beeld aan Bengt Erland Fogelberg, die toendertijd in Rome woonde. De kunstenaar begon aan het beeld in 1847. De kunstenaar wilde de koning afbeelden met getrokken zwaarden, maar Oscar I gaf de voorkeur aan om zijn vader af te beelden met een maarschalkstaf in zijn handen. Zo zou Karel XIV Johan eruit hebben gezien toen hij als kroonprins Stockholm binnentrok op 2 november 1810.
Het beeld werd in München in de periode 1851-1854 door Ferdinand von Miller de Oude in brons gegoten. Op het hoofd en arm na werd het in één stuk gegoten. Het beeld werd geplaatst op een voetstuk van carraramarmer op de Slussen op een dusdanige manier dat de prins de stad in leek te rijden. Het kunstwerk werd onthuld op 4 november 1854, veertig jaar na de oprichting van de Unie tussen Zweden en Noorwegen. Fogelberg werd bij deze gelegenheid benoemd tot commandant in de Orde van de Poolster.
In de periode 1931-1935 werd Slussen gerenoveerd, waarbij het beeld werd verplaatst en gedraaid zodat het leek alsof de prins de stad uitreed richting Södermalm. Ook werd het inmiddels verweerde voetstuk vervangen door een hogere van graniet.
In november 2015 werd begonnen aan de bouw van de Nya Slussen waarbij het beeld nogmaals werd verplaatst en uiteindelijk op de Slottsbacken terechtkwam. De sokkel werd vervangen door een lagere van graniet. Op 16 december 2018 werd het beeld op deze locatie ingehuldigd door Karel XVI Gustaaf van Zweden.

## Beschrijving
Karel XIV Johan van Zweden zit op een stapvoets lopend paard, gekleed in een veldmaarschalkuniform en voorzien van enige eretekenen zoals die van de Orde van de Serafijnen. In zijn opgeheven rechterhand heeft hij een maarschalkstaf. Het beeld is cira 4,5 meter hoog. Op de granieten sokkel is aan de voorzijde is een bronzen plaat met het koninklijke wapen aangebracht.

## Galerij

Onthulling in 1854, Slussen (schilderij van Carl Stefan Bennet, Nationalmuseum).
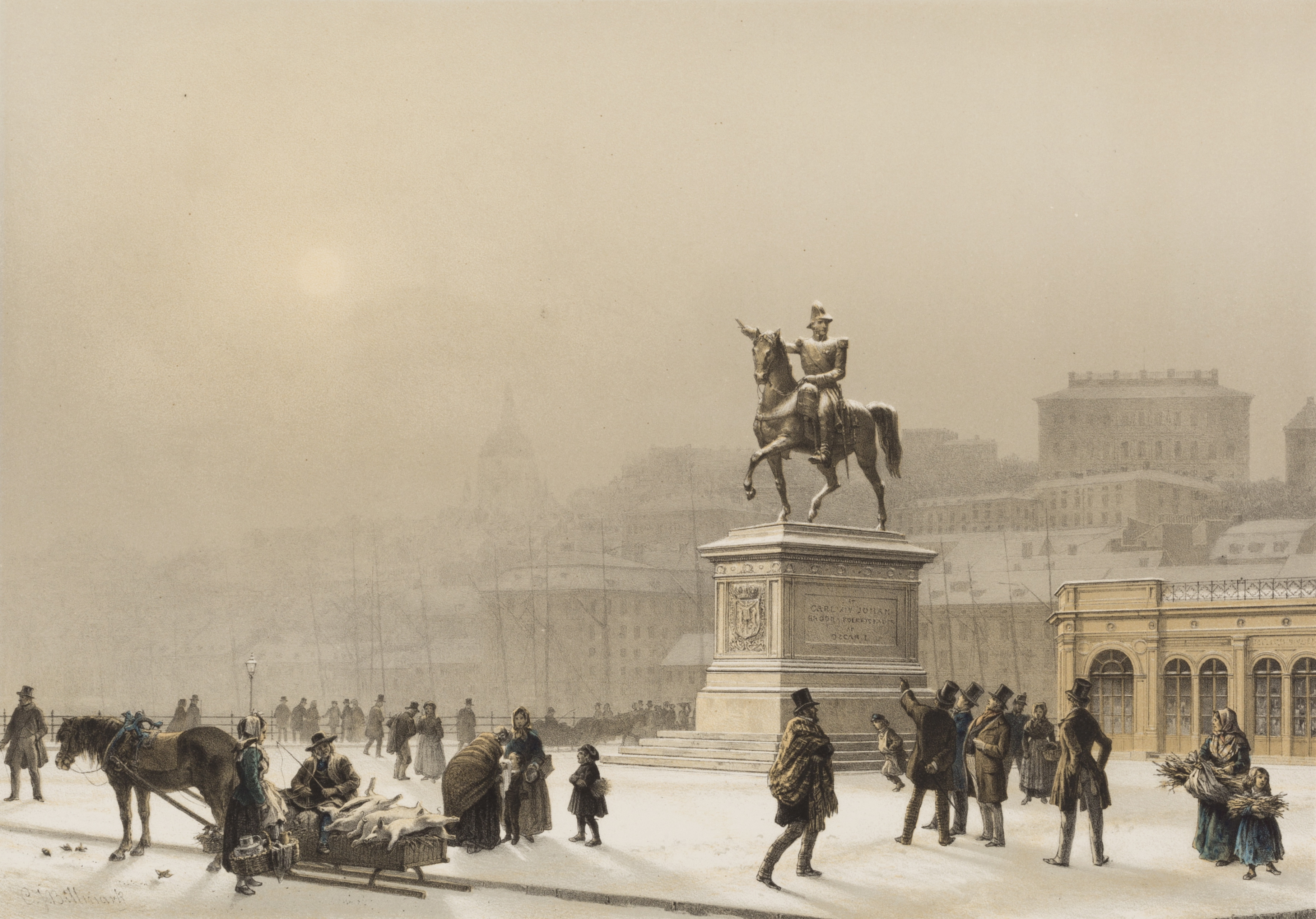
In de jaren 1860, Slussen (litho van Carl Johan Billmark)
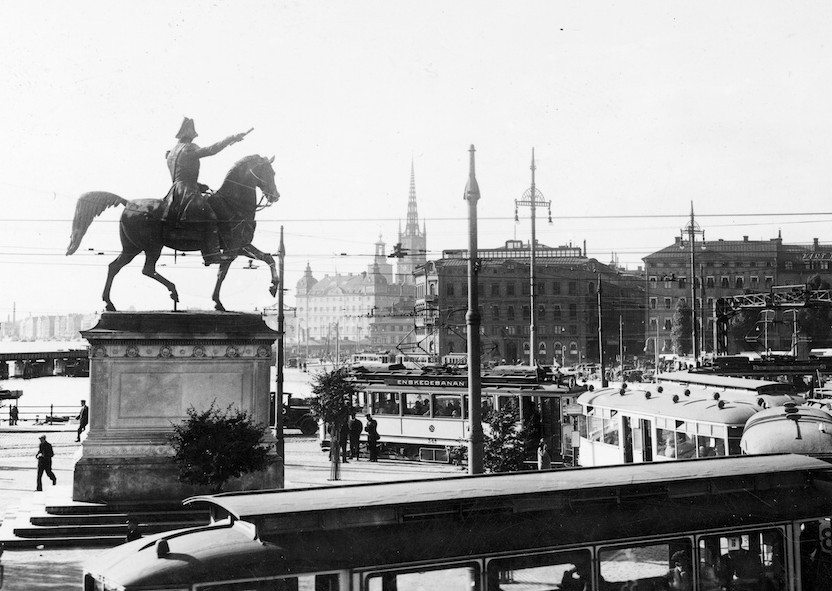
In 1922, Slussen
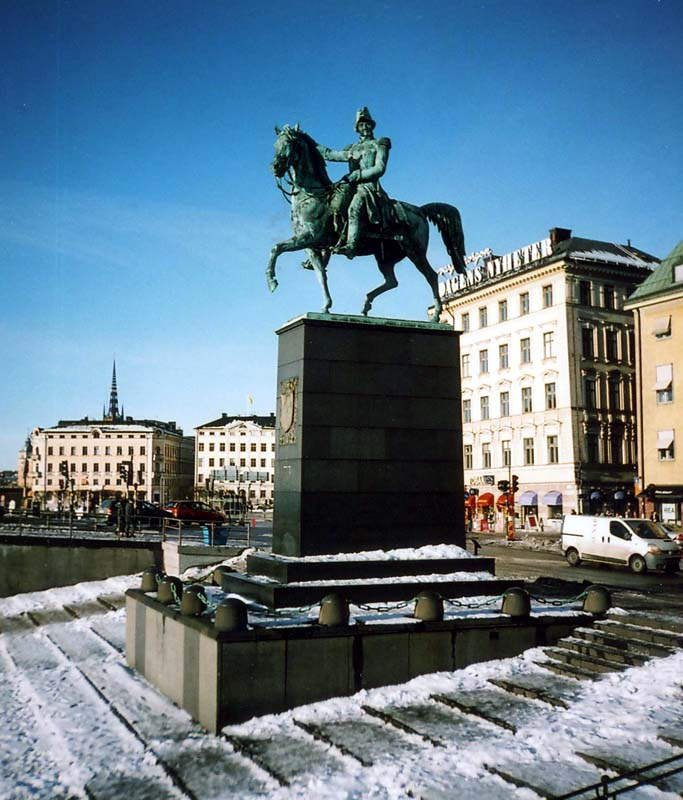
In 2007, Slussen